# Solomon River (Nortonsund)
Der Solomon River ist ein 36 Kilometer langer Zufluss des Beringmeers im Westen des US-Bundesstaats Alaska. 

## Verlauf
Der Solomon River entspringt 64 km ostnordöstlich von Nome in einem Bergland im Süden der Seward-Halbinsel. Er fließt in überwiegend südlicher Richtung. Bei der Einmündung des East Fork Solomon River trifft die Nome–Council Road, die von der verlassenen Siedlung Council nach Nome führt, auf den Fluss. Die Straße folgt anfangs dem linken Flussufer, überquert bei der Einmündung des Big Hurrah River den Solomon River und folgt dem Solomon River anschließend entlang dessen rechten Flussufer bis zur Mündung. Der Solomon River mündet schließlich in eine schmale Lagune. Diese hat wenige Meter weiter östlich der Flussmündung eine Öffnung zum Meer. Im Westen erreicht die Lagune nach etwa 12 Kilometern den Safety Sound, wo sich eine weitere Öffnung zum Meer hin befindet.

## Einzugsgebiet
Der Solomon River entwässert ein 352 km² großes Gebiet. Das Einzugsgebiet grenzt im Westen an das des Bonanza River, im Norden an das des Niukluk River sowie im Osten an das des unteren Fish River.